# Arenberg (Beemster)
Arenberg (ook wel Oostbeemster) is een buurtschap annex buurt in de Droogmakerij de Beemster, die sinds 1 januari 2022 bij de gemeente Purmerend hoort, in de Nederlandse provincie Noord-Holland.
Het is een van de acht kleinere buurt(schappen) van de Beemster. De buurtschap ligt nog altijd voornamelijk aan de Hobrederweg. Maar ook het gebied rond Hobrederlaan wordt er vaak bijgerekend waardoor het in oppervlakte nog vrij groot is. Het heeft ook een eigen buurtvereniging.
Op oude kaarten van de Beemster wordt het gebied aangeduid als Arenberg(sche) Polder (ook wel Oostpolder). 
Stad: Purmerend      

Dorpen: Middenbeemster · Noordbeemster · Purmerbuurt · Purmer (deels) · Westbeemster · Zuidoostbeemster

Buurtschappen: Arenberg · Assummerbuurt · De Blikken Schel · Halfweg · Het Hoekje · Hoornsche Keet · Klaterbuurt · De Zevenhuisjes
Noord-Holland: Steden en dorpen in Noord-Holland      Nederland: Provincies · Gemeenten